# Boj o rozhlas (1968)
Boj o rozhlas byl masakr 17 neozbrojených československých občanů bránících Československý rozhlas na Vinohradské třídě v Praze před obsazením vojsky invazní armády 21. srpna 1968. Při pokusu sovětských vojsk proniknout k budově rozhlasu použili jeho obránci kameny a někteří z nich proráželi krumpáči vnější nádrže s naftou na tancích, naftu zapalovali a několik tanků se jim podařilo zničit. Toto střetnutí se stalo symbolem odporu Pražanů proti vpádu cizích armád v roce 1968.

## Pozadí
Dne 5. ledna 1968 se stal prvním tajemníkem ÚV KSČ Alexander Dubček. Znamenalo to začátek tzv. pražského jara. Tento proces začal znepokojovat ostatní země východního bloku včetně SSSR. Vedení Sovětského svazu se zpočátku pokoušelo zastavit nebo omezit změny v ČSSR přes sérii upozornění. Po sérii neúspěšných jednání, pravděpodobně na základě tzv. zvacího dopisu sepsaného konzervativními členy tehdejšího ÚV KSČ, v noci z 20. srpna na 21. srpna 1968 zahájila vojska pěti států Varšavské smlouvy invazi do Československa. Jedním z prvních cílů byl i Československý rozhlas, který vysílal necenzurované informace o invazi vojsk států Varšavské smlouvy a vyzýval ke klidu a tichému odporu vůči okupantům. Z rozhlasu k posluchačům mluvili Vladimír Fišer, Eva Kopecká, Věra Šťovíčková, Jiří Dienstbier, Ondřej Neff a další. Boje začaly v pět hodin ráno.[zdroj?]

## Boj o rozhlas

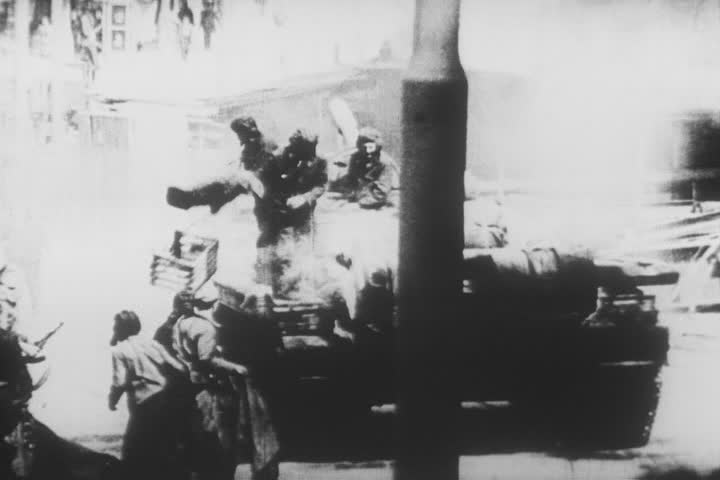
Hořící sovětský tank – posádka se snaží oheň uhasit kabáty

Kolem sedmé hodiny propukly střety před budovou Československého rozhlasu. Lidé navršili směrem od Václavského náměstí vysokou barikádu, která dočasně zablokovala postup sovětských tanků.
V půl osmé se šest sovětských tanků dostalo přímo před rozhlas. Pražané tanky přivítali sprškou kamení, ale pak se s jejich posádkami dali do vášnivé diskuse. Tato napjatá situace trvala několik hodin. Poté, co najel jeden tank do barikády tvořené nákladním autem a začal hořet, se situace změnila. Jeden z obránců barikády na něj vyšplhal a začal mávat československou vlajkou. Řidič se ho neúspěšně snažil setřást manévry se svým strojem. Nakonec byl tento člověk zastřelen některým z vojáků. Dav demonstrantů byl následně rozehnán střelbou. Většina zamířila dolů na Václavské náměstí či do okolních domů. Bylo mnoho raněných a několik mrtvých. U fontány pod Národním muzeem byla zřízena nouzová ošetřovna. Ještě odpoledne se z Vinohradské třídy ozývala střelba a některé domy (Hajnovka) hořely, ale rozhlas byl již obsazen.

## Střety před sídlem UV KSČ
Před budovou ÚV KSČ se sešel dav zhruba pěti stovek lidí. Několik lidí bylo při obsazování budovy postřeleno a jeden člověk svým zraněním podlehl.